# Polens ishockeyförbund
Polski Związek Hokeja na Lodzie, PZHL är det polska ishockeyförbundet och bildades i Warszawa den 22 februari 1925 av representanter för klubbarna Polonia Warsaw, AZS Warszawa, Warszawianka Warszawa och Warszawskie Towarzystwo Łyżwiarskie (WTŁ Warszawa). Den 11 januari 1926 inträffe man i IIHF.

## Ordföranden
- Wacław Znajdowski (1925 – 1928)
- Stanisław Polakiewicz (1928 – 1932)
- Leon Chrzanowski (1932 – 1935)
- Witold Hulanicki (1935 – 1937)
- Piotr Kurnicki (1937 – 1938)
- Stanisław Burhardt-Bukacki (1938 – 1939)
- Andrzej Osiecimski-Czapski (1945 – 1946)
- Mieczysław Boczar (1946 – 1951)
- Mieczysław Rudziński (1951 – 1953)
- Stefan Rzeszot (1953 – 1955)
- Michał Doroszewski (1955 – 1957)
- Tadeusz Wasilewski (1957 – 1968)
- Zdzisław Wierzbicki (1968 – 1973)
- Jan Kania (1973 – 1975)
- Wiesław Witczak (1975 – 1980)
- Eugeniusz Adamski (1980 – 1984)
- Jan Rodzoń (1984 – 1992)
- Bogdan Tyszkiewicz (1992 – 2000)
- Zenon Hajduga (2000 – 2008)
- Zdzisław Ingielewicz (2008 – 2012)
- Piotr Hałasik (2012 – 2014)
- Dawid Chwałka (2014 – )

### Fotnoter
1. ↑  ”Poland” (på engelska). International Ice Hockey Federation. 11 januari 1926. https://www.iihf.com/en/associations/1358/poland. Läst 11 oktober 2011.